# Favosipora otagoensis
Favosipora otagoensis är en mossdjursart som först beskrevs av Taylor, Schembri och Cook 1989.  Favosipora otagoensis ingår i släktet Favosipora och familjen Densiporidae. Inga underarter finns listade i Catalogue of Life.